# Senoi
Senoi – aborygeni zamieszkujący górzyste, porośnięte dżunglą wnętrze Półwyspu Malajskiego. W etnografii znani głównie z kultywowania tradycji tzw. świadomego snu (lucid dreaming), co pozwala im na co dzień unikać konfliktów. Dzielą się na dwie główne grupy etniczne, Temiar i Semai. Żyją w izolowanych społecznościach w trudno dostępnym terenie, ich kultura materialna opiera się przede wszystkim na wszechstronnym wykorzystaniu bambusa, zajmują się również rolnictwem: uprawiają ryż, banany, bataty, owoce i kauczuk. Posługują się wieloma, czasami wzajemnie niezrozumiałymi językami, należącymi do grupy senoickiej języków mon-khmer.